# Urosticte benjamini
Urosticte benjamini là một loài chim trong họ Chim ruồi.